# Oratino
Oratino község (comune) Olaszország Molise régiójában, Campobasso megyében.

## Fekvése
A megye délnyugati részén fekszik. Határai: Busso, Campobasso, Castropignano és Ripalimosani.

## Története
Első írásos említése 1268-ból származik, amikor Eustachio d’Ardicourt birtoka volt. A következő századokban különböző nemesi családok birtokolták. A 19. században nyerte el önállóságát, amikor a Nápolyi Királyságban felszámolták a feudalizmust.

## Népessége
A népesség számának alakulása:

## Főbb látnivalói
- Palazzo Giordano
- Fontana del Belvedere (díszkút)
- Santa Maria Assunta-templom